# Oradarea acuminata
Oradarea acuminata is een vlokreeftensoort uit de familie van de Calliopiidae. De wetenschappelijke naam van de soort is voor het eerst geldig gepubliceerd in 1974 door Thurston.